# Thé en Géorgie
 (février 2023).
Si vous disposez d'ouvrages ou d'articles de référence ou si vous connaissez des sites web de qualité traitant du thème abordé ici, merci de compléter l'article en donnant les références utiles à sa vérifiabilité et en les liant à la section « Notes et références ».

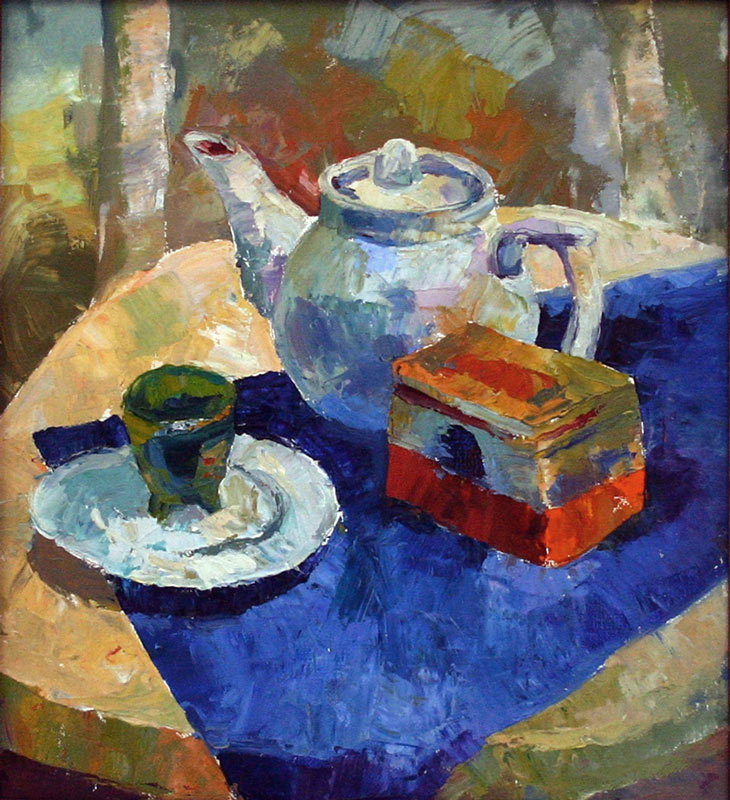
Peinture de thé avec sa boîte géorgienne.

Le thé en Géorgie se distingue, côté production, par ses boîtes à double couvercle. Il est cultivé, emballé et bu en Géorgie.

## Histoire

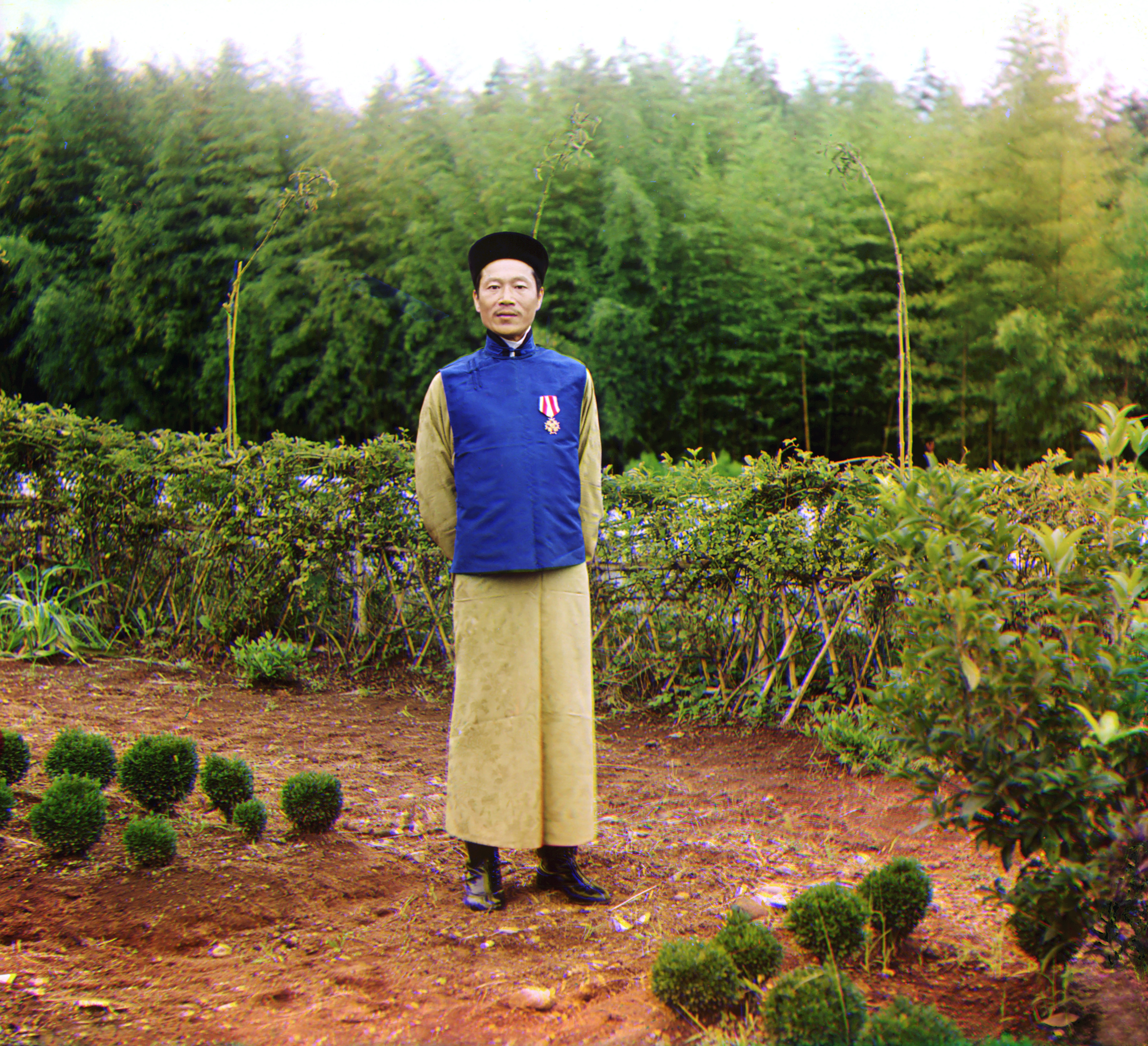
Liu Zhenzhou, spécialiste chinois du thé installé en Géorgie dans les années 1890.

La première plantation de thé en Russie est mise en œuvre au jardin botanique Nikitski en 1814. En 1847, le comte Vorontsov fait planter un buisson de thé à Ozourguéti.
La première plantation commerciale est établie en 1885. En 1901, un paysan ukrainien, Judas Antonovich Koshman, parvient à créer un hybride de thé résistant au froid. Il s'agit du « thé géorgien », facilement reconnaissable à sa boîte à double couvercle. En 1901, le thé cultivé à Chakvi reçoit un prix à Paris.
Au début du XXe siècle, une pénurie de thé faisant suite à des problèmes techniques que connaissent des locomotives du Transsibérien, tandis qu'en Sibérie, les buveurs de thé commencent à utiliser le thé vert japonais plutôt que le thé noir sino-russe. Du côté occidental du pays, la guerre empêche toute importation de thé qui devient une denrée rare, difficile à trouver et souvent de mauvaise qualité ou remplacé par des infusions d'herbes. Pour remédier à cette pénurie, le thé se met à être cultivé en Russie et plus spécifiquement en Géorgie, où les plants de thé existent déjà depuis 1901 dans des quantités anecdotiques : en 1913, ils composent 0,2 % du thé consommé dans le pays.
En 1917, la révolution russe provoque la fermeture des usines de briques de thé installées en Chine par manque de moyens financiers et les efforts pour cultiver du thé en Géorgie prennent de l'ampleur. En 1941, l'Union soviétique produit 44 % du thé qu'elle consomme, notamment en Géorgie et en Azerbaïdjan. La Géorgie profite d'autant plus de cette culture que les gouvernements successifs cherchent une façon de rentabiliser les terres locales, peu adaptées à la plupart des cultures.
Dans les années 1970, le thé géorgien subit une grave baisse de qualité quand, pour des motifs économiques, les autorités décident de rendre la récolte entièrement mécanique.
Dans les années 1980, la production de thé géorgien passe de 95 à 57 milliers de tonnes par an ; la mauvaise qualité obligeant les usines à jeter la moitié de la production en plus de cette baisse. Les consommateurs soviétiques se tournent alors vers les thés importés, mais leur quantité étant insuffisante pour répondre à la demande., l'habitude naît alors de mélanger le thé géorgien et du thé importé de meilleure qualité afin de réduire les coûts tout  en gardant une qualité acceptable.
La culture du thé devient presque inexistante dans les années 1990 avec l'effondrement du système économique soviétique et le début de la guerre civile, effondrement de la culture accéléré par la fermeture des plantations et usines et la vente de  l'équipement à des sociétés turques. Des marques de thé comme Rcheuli et Gurieli tandis qu'une petite fabrication artisanale existe toujours. L'industrie renaît timidement dans les années 2000 et en 2018, des usines de thé sont à nouveau introduites dans les parcours touristiques du pays.

## Consommation
Le thé est relativement peu consommé en Géorgie.

### Préparation
On met une grande quantité de thé dans une théière et l'infusion se fait très rapidement.

## Demande
À la fin des années 2010, environ 20 % du marché du thé en Géorgie est occupé par la consommation domestique et par les marques Tkibuli, Ternali, Gurieli et Shemokmedi.

## Commerce

### Importation
Le thé le plus communément trouvé en Géorgie est importé d'Inde, d'Azerbaïdjan et de Chine.

### Exportation
Les marques Gurieli et Tkibuli sont exportées vers la Pologne, l'Allemagne, les États-Unis et les pays d'Asie centrale.

### Marques commerciales
La fabrique de thé de Moscou (ru), surnommée « la marque à l'éléphant » par la population, importe du thé indien pour l'Europe de l'Est. Ce thé indien est vendu dans un emballage standard : une boîte en carton représentant un éléphant. Le thé indien de meilleure qualité est vendu dans un emballage vert et rouge. À l'époque soviétique, on trouve deux mélanges principaux : le numéro 36 et le numéro 20, qui contiennent respectivement 36 % et 20 % de thé indien mélangé à du thé géorgien.
Les marques de thé les plus facilement trouvées dans le pays sont Rcheuli et Gurieli.

## Production

### Plantations
L'empire russe commence à produire du thé en Géorgie, dans les régions d'Abkhazie et d'Adjarie. Ces tentatives sont affectées par la première Guerre mondiale. En 1913, les plantations géorgiennes produisent 0,2 % du thé consommé en Russie. Le problème de la fabrication de ce thé est surtout le prix de la main-d'œuvre : les salariés russes coûtent plus de cinq fois le salaire des Chinois, eux-mêmes déjà mieux payés qu'au Japon ou en Asie du Sud-Est. Ensuite, pour réellement concurrencer le thé importé, il faudrait que l'équivalent de la superficie du Sri Lanka soit couvert par des plantations de thé en Russie, ce qui est géographiquement impossible. Enfin, ce thé n'est de toute façon pas d'aussi bonne qualité que le thé chinois.
Le thé pousse seulement dans la partie Ouest du pays, avec une petite exception pour une production à Lagodekhi pendant quelques années. Les régions où pousse le thé sont, dans l'ordre, la Gourie, les alentours de Kobouleti, la Mingrélie et l'Iméréthie.

### Transformation
Les trois usines réputées de Géorgie sont à Kobouleti, Tsalendjikha et Ozourguéti, avec celle de Tsalendjikha connue pour produire la meilleure qualité. Il y a également une usine à Didi-Chkoni (ka), l'usine Martvilsky. Toutes ces usines travaillent le thé noir, vert et les infusions et sont ouvertes aux touristes.
À Lantchkhouti, on trouve également une autre usine, qui transforme le thé noir, vert et blanc. Elle sert au conditionnement du thé et est également un lieu touristique organisant des dégustations.
Le thé en briques est commun.

## Représentations dans la culture

### Représentations à l'international
Le thé géorgien est connu en Russie par sa boîte à double couvercle.